# 月光迷情
月光迷情是泰國饒舌歌手與歌手Lisa的歌曲，該歌曲於2024年10月4日通過Lloud和RCA Records發行，作爲她發行的個人專輯中的第三首單曲。这是一首舞曲流行歌曲，其副歌部分插入了Sixpence None the Richer的Kiss Me。在全球公民音乐节发布之前，Lisa首次以驚喜表演的方式公開這首歌曲。

## 背景
即將在未與所属公司YG娛樂續簽個人活動合約之後，Lisa於2024年2月成立了自己的藝人經濟公司Lloud。她隨後於4月與RCA唱片簽約，與Lloud合作發行個人音樂。她分别于 6 月和 8 月通過 Lloud 和 RCA 唱片公司发行了個人新專輯的前兩首單曲超級巨星和與罗莎莉亚合作的新女人；月光迷情是繼新女人之後該專輯的第三首單曲。

## 作品
月光迷情是一首講述愛情的流行舞曲。Lisa在歌中唱到「一個綠眼睛的法國男孩讓我著迷」，並稱讚他柔軟的皮膚、他的吻 。歌曲的副歌插入了美国樂隊蓮兒與啷噹六便士的1998年單曲Kiss Me，原來的歌詞是「在乳白色的暮色下吻我/在月光下带我出去」，修改為「在巴黎的暮色下吻我/在月光下吻我」，符合法國情人的故事情節。

## 宣傳及現場表演
9月15日和20日，Lisa通過TikTok短影片發布月光迷情的預告，影片中包含了歌曲片段。9月25日，她發佈了一段影片，影片內容包含她走到麥克風前，唱着「所以吻我吧」的歌詞，並朝着镜头送上一个吻。粉絲们猜測萨布丽娜·卡彭特會出现在賽道上，因为Lisa在影片中穿着帶有摺邊的粉色短款上衣和裙子，与卡彭特在「Short n' Sweet Tour」中的審美相符。影片的標題是包含月亮、麥克風與唇印的emoji，被稱為也可能是對她在《微甜》时代的口红之吻主题曲的暗示。粉絲們注意到这首歌中插入了 Sixpence None the Richer 的〈Kiss Me〉，卡彭特隨後在9月26日底特律的一場音樂會上翻唱了這首歌，這進一步引發了他们可能合作的傳言。9月28日，Lisa作為全球公民节的領銜歌手進行演出。在演出期间，她首次演唱了即將發行的單曲，令觀眾感到驚喜，但這首歌最終没有邀请卡彭特演唱。現場表演结束后，她在社交媒體帳戶上正式宣布這首歌曲將於2024年10月4日時間早上8點發行。

## 製作團隊
來源自Tidal
- Lisa – 歌唱
- Rykez – 歌曲創作、貝斯、鼓、吉他、鍵盤、 合成器
- Sarah Troy – 背景人聲
- Serban Ghenea – 混音師
- 蘭迪·麥瑞爾 – 母帶製作
- Bryce Bordone – 音訊工程協助
- Jelli Dorman – 音訊工程師
- Kuk Harrell – 配唱製作人

## 發佈歷史
| 發行地區 | 日期          | 形式          | 廠牌          | 來源   |
| -------- | ------------- | ------------- | ------------- | ------ |
| 全球     | 2024年10月4日 | 數位下載 串流 | LLOUD RCA唱片 | [ 12 ] |